# Nomeny
Nomeny település Franciaországban, Meurthe-et-Moselle megyében. Lakosainak száma 1139 fő (2022. január 1.). Nomeny Abaucourt, Belleau, Clémery, Jeandelaincourt, Létricourt, Mailly-sur-Seille, Raucourt és Rouves községekkel határos.

## Népesség
A település népességének változása:
| Lakosok száma | 944  | 1005 | 1069 | 1127 | 1185 | 1210 | 1174 | 1150 | 1139 | 1139 |
|               | 1968 | 1982 | 1990 | 2006 | 2013 | 2015 | 2017 | 2019 | 2020 | 2022 |